# Poa atropurpurea
Poa atropurpurea är en gräsart som beskrevs av Frank Lamson Scribner. Poa atropurpurea ingår i släktet gröen, och familjen gräs. Inga underarter finns listade i Catalogue of Life.